# Хрусьцехув (Люблінське воєводство)
Хрусьцехув (пол. Chruściechów) — село в Польщі, у гміні Жулкевка Красноставського повіту Люблінського воєводства.
Населення — 54 особи (2011).
У 1975-1998 роках село належало до Замойського воєводства.

## Демографія
Демографічна структура станом на 31 березня 2011 року:
|          | Загалом | Допрацездатний вік | Працездатний вік | Постпрацездатний вік |
| -------- | ------- | ------------------ | ---------------- | -------------------- |
| Чоловіки | 28      | 7                  | 20               | 1                    |
| Жінки    | 26      | 4                  | 16               | 6                    |
| Разом    | 54      | 11                 | 36               | 7                    |